# Grand prix du Festival de Deauville
Pour les articles homonymes, voir Grand prix.
Le grand prix est la récompense suprême décernée depuis 1995 à un film au cours du Festival du cinéma américain de Deauville.
Ce prix s'est appelé « grand prix spécial Deauville » de 1995 à 1997 et « grand prix du cinéma indépendant américain » en 1998 et 1999.

## Palmarès
- 1995 : Ça tourne à Manhattan (Living in Oblivion) de Tom DiCillo
- 1996 : En route vers Manhattan (The Daytrippers) de Greg Mottola
- 1997 : Sunday de Jonathan Nossiter
- 1998 : Et plus si affinités (Next Stop Wonderland) de Brad Anderson
- 1999 : Dans la peau de John Malkovich (Being John Malkovich) de Spike Jonze
- 2000 : Girlfight de Karyn Kusama
- 2001 : Hedwig and the Angry Inch de John Cameron Mitchell
- 2002 : Long Way Home (Raising Victor Vargas) de Peter Sollett
- 2003 : Case départ (What Alice Found) de A. Dean Bell
- 2004 : Maria, pleine de grâce (María, llena eres de gracia) de Joshua Marston
- 2005 : Collision (Crash) de Paul Haggis
- 2006 : Little Miss Sunshine de Jonathan Dayton et Valerie Faris
- 2007 : The Dead Girl de Karen Moncrieff
- 2008 : The Visitor de Tom McCarthy
- 2009 : The Messenger de Oren Moverman
- 2010 : Mother and Child de Rodrigo Garcia
- 2011 : Take Shelter de Jeff Nichols
- 2012 : Les Bêtes du Sud sauvage (Beasts of the Southern Wild) de Benh Zeitlin
- 2013 : Night Moves de Kelly Reichardt
- 2014 : Whiplash de Damien Chazelle
- 2015 : 99 Homes de Ramin Bahrani
- 2016 : Brooklyn Village de Ira Sachs
- 2017 : The Rider de Chloé Zhao
- 2018 : Thunder Road de Jim Cummings[1]
- 2019 : Bull d'Annie Silverstein[2]
- 2020 : The Nest de Sean Durkin
- 2021 : Down with the King de Diego Ongaro
- 2022 : Aftersun de Charlotte Wells
- 2023 : LaRoy de Shane Atkinson
- 2024 : In the Summers d'Alessandra Lacorazza Samudio[3]